# Metasia cyrnealis
Metasia cyrnealis is een vlinder uit de familie van de grasmotten (Crambidae), uit de onderfamilie van de Spilomelinae. De wetenschappelijke naam van deze soort is voor het eerst voorgesteld door Karl Schawerda in een publicatie uit 1926.

## Verspreiding
De soort komt voor in Spanje, Corsica en Sardinië.

## Ondersoorten
- Metasia cyrnealis cyrnealis Schawerda, 1926
- Metasia cyrnealis sardinica Hartig, 1952 (Sardinië)